# 四白穴
四白穴是属于足陽明胃經的腧穴。

## 定位
承泣穴直下，眶下孔凹陷處。

## 主治
眼部疾病如目赤腫痛、夜盲、迎風流淚等；頭面疼痛。
配阳白、攒竹等穴，并合用牵正散加味可治疗急性期周围性面瘫。
三叉神经痛。

## 操作
直刺0.2～0.4寸，不宜灸。